# Notopisenus boleti
Notopisenus boleti là một loài bọ cánh cứng trong họ Tetratomidae. Loài này được Nikitsky & Lawrence miêu tả khoa học đầu tiên năm 1992.